# Hostišovce
Hostišovce (ungarisch Gesztes) ist eine Gemeinde in der südlichen Mittelslowakei mit 223 Einwohnern (Stand 31. Dezember 2024), die im Okres Rimavská Sobota, einem Kreis des Banskobystrický kraj, liegt und zur traditionellen Landschaft Gemer gehört.

## Geographie
Die Gemeinde befindet sich im Bergland Revúcka vrchovina innerhalb des Slowakischen Erzgebirges, in einem Tal im Einzugsgebiet des Blh und somit der Rimava. Das Ortszentrum liegt auf einer Höhe von 267 m n.m. und ist 18 Kilometer von Rimavská Sobota entfernt.
Nachbargemeinden sind Španie Pole im Norden, Chvalová und Vyšné Valice im Osten, Veľký Blh im Südosten, Teplý Vrch im Süden, Budikovany im Westen und Slizké und Rybník im Nordwesten.

## Geschichte

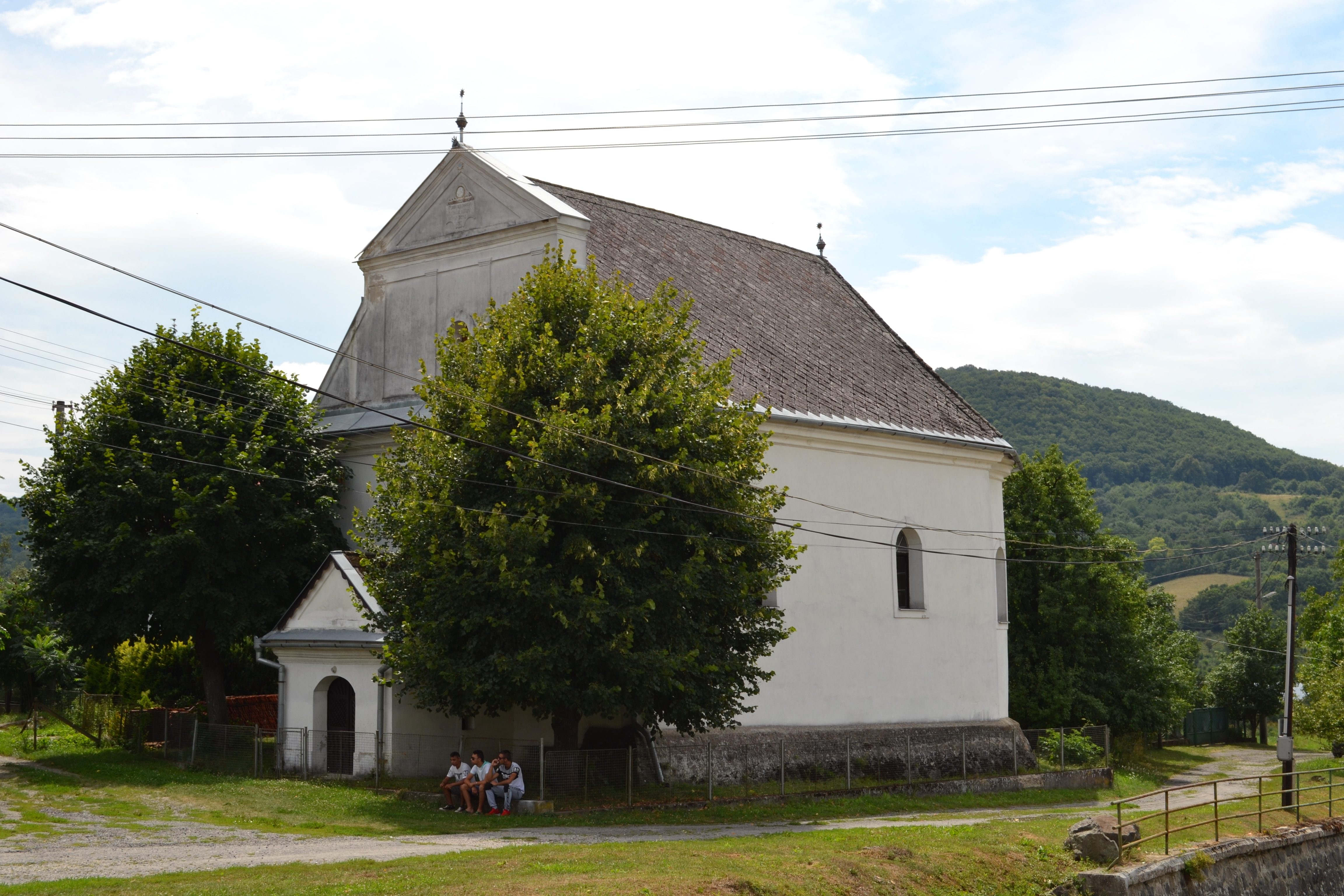
Evangelische Kirche in Hostišovce

Hostišovce wurde zum ersten Mal 1333 als Geztus schriftlich erwähnt. 1368 war das Dorf Besitz des Geschlechts Derencsényi, 1583 wurde es von den osmanischen Truppen zerstört. 1773 wohnten hier ausschließlich Untermieterfamilien, 1828 zählte man 107 Häuser und 870 Einwohner, die als Landwirte, Obstbauern und Brenner von Sliwowitz und Kirschspirituosen beschäftigt waren.
Bis 1918/19 gehörte der im Komitat Gemer und Kleinhont liegende Ort zum Königreich Ungarn und kam danach zur Tschechoslowakei beziehungsweise heute Slowakei. Neben den oben erwähnten Einnahmequellen waren die Einwohner in der Tschechoslowakei aus Hersteller von Riet und Wachs tätig.

## Bevölkerung
| Jahr                | 1994 | 2004     | 2014    | 2024     |
| ------------------- | ---- | -------- | ------- | -------- |
| Anzahl der Personen | 179  | 200      | 253     | 223      |
| Unterschied         |      | +11,73 % | +26,5 % | −11,85 % |

| Jahr                | 2023 | 2024    |
| ------------------- | ---- | ------- |
| Anzahl der Personen | 225  | 223     |
| Unterschied         |      | −0,88 % |

Gemäß der Volkszählung 2011 wohnten in Hostišovce 221 Einwohner, davon 185 Slowaken, zwei Roma und ein Tscheche. 33 Einwohner machten keine Angabe zur Ethnie.
125 Einwohner bekannten sich zur Evangelischen Kirche A. B., 41 Einwohner zur römisch-katholischen Kirche, vier Einwohner zur altkatholischen Kirche, drei Einwohner zur evangelisch-methodistischen Kirche und zwei Einwohner zu den Zeugen Jehovas. Sechs Einwohner waren konfessionslos und bei 40 Einwohnern wurde die Konfession nicht ermittelt.

## Baudenkmäler

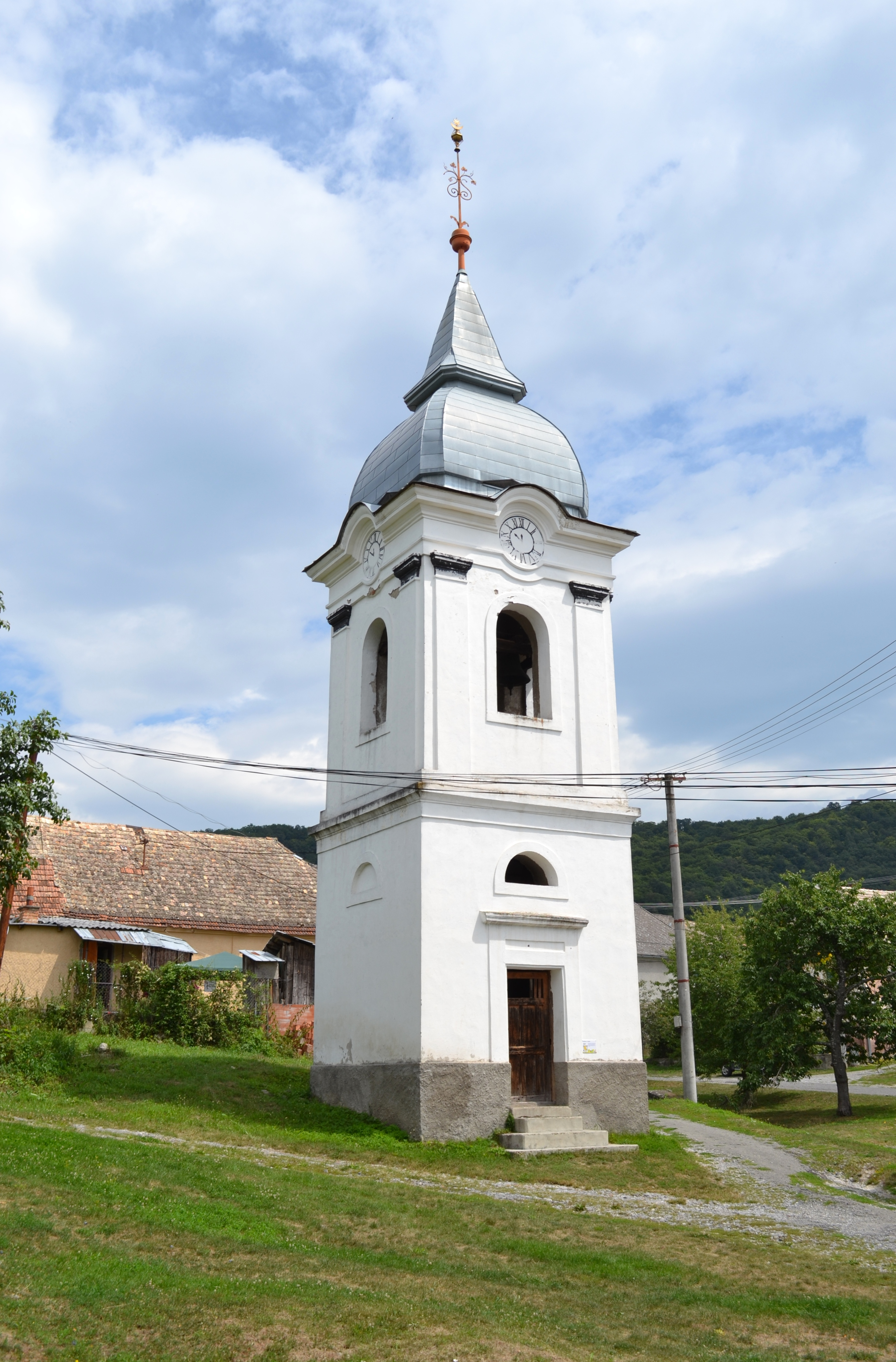
Glockenturm

- evangelische Kirche aus dem Jahr 1793[6]
- Glockenturm im klassizistischen Stil aus dem frühen 19. Jahrhundert